# Campeonato Panamericano Junior de Hockey Sobre Césped Masculino de 2024
El Campeonato Panamericano Junior de Hockey Sobre Césped Masculino de 2024 fue la décima cuarta edición del torneo continental para menores de 21 años. Se realizó del 3 al 12 de julio de 2024 en Surrey, Canadá. Fue la segunda vez que el torneo se realizó en ese país, después de la competencia masculina de 2016. También se trató de la cuarta vez que las competencias masculina y femenina se organizaron al mismo tiempo.
Los tres equipos mejor ubicados se clasificaron a la Copa Mundial Junior 2025. Así también los cinco equipos mejor ubicados clasificaron a los Juegos Panamericanos Junior 2025.
Argentina se consagró campeón panamericano por decimotercera vez tras imponerse a Canadá 10-0 en la final. Chile venció 3-2 a Estados Unidos en los penales tras que el partido terminara empatado 1-1.

## Primera fase
| Equipo         | PJ | PG | PE | PP | GF | GC | DG  | Pts |
| -------------- | -- | -- | -- | -- | -- | -- | --- | --- |
| Argentina      | 5  | 5  | 0  | 0  | 44 | 0  | 44  | 15  |
| Canadá         | 5  | 3  | 1  | 1  | 19 | 7  | 12  | 10  |
| Chile          | 5  | 3  | 0  | 2  | 8  | 10 | -2  | 9   |
| Estados Unidos | 5  | 2  | 1  | 2  | 10 | 16 | -6  | 7   |
| Brasil         | 5  | 1  | 0  | 4  | 3  | 22 | -19 | 3   |
| México         | 5  | 0  | 0  | 5  | 2  | 31 | -29 | 0   |

|  | Avanzaron a las semifinales. |  | Jugaron por el 5º puesto. |

| 3 de julio de 2024 | Argentina | 9:0     | México | Tamanawis Park, Surrey                    |                                           |
|                    | Somaini 6', 15' · Aguirregomezcorta 20', 32' · Serrano 36', 49' · Martínez 41' · Nardolillo 45' · Fernández 58' | Reporte |        | Árbitro(s): Guillermo Poblete Brian Tyson | Árbitro(s): Guillermo Poblete Brian Tyson |

| 3 de julio de 2024 | Chile                      | 2:1     | Estados Unidos | Tamanawis Park, Surrey                           |                                                  |
|                    | Aguirre 47' · Duisberg 59' | Reporte | 48' Grewal     | Árbitro(s): Juan Rodríguez Pambavasan Manikandan | Árbitro(s): Juan Rodríguez Pambavasan Manikandan |

| 3 de julio de 2024 | Canadá                                                  | 6:0     | Brasil | Tamanawis Park, Surrey |  |
|                    | Thind 25', 34', 55' · Nicholson 36', 58' · Robinson 43' | Reporte |        |                        |  |

| 4 de julio de 2024 | México    | 1:5     | Chile                                      | Tamanawis Park, Surrey     |                            |
|                    | Silva 53' | Reporte | 42', 45' Wolansky · 56' Hasson · 58' Stein | Árbitro(s): Juan Rodríguez | Árbitro(s): Juan Rodríguez |

| 4 de julio de 2024 | Argentina | 12:0    | Brasil | Tamanawis Park, Surrey                                |                                                       |
|                    | Rodríguez 2', 29', 60' · Correa 3' · Somaini 7', 26' · Aguirregomezcorta 10', 20', 23' · Cippitelli 34' · Martínez 43' · Rey 50' | Reporte |        | Árbitro(s): Pambavasan Manikandan Jonathan Altamirano | Árbitro(s): Pambavasan Manikandan Jonathan Altamirano |

| 4 de julio de 2024 | Canadá | 0:0     | Estados Unidos | Tamanawis Park, Surrey                      |                                             |
|                    |        | Reporte |                | Árbitro(s): Fabián Romero Guillermo Poblete | Árbitro(s): Fabián Romero Guillermo Poblete |

| 6 de julio de 2024 | Chile | 0:5     | Argentina                                                        | Tamanawis Park, Surrey                        |                                               |
|                    |       | Reporte | 12', 28' Aguirregomezcorta · 40' Serrano · 42' Rey · 60' Somaini | Árbitro(s): Brian Tyson Pambavasan Manikandan | Árbitro(s): Brian Tyson Pambavasan Manikandan |

| 6 de julio de 2024 | Estados Unidos                 | 3:2     | Brasil                      | Tamanawis Park, Surrey                   |                                          |
|                    | Charasika 2', 25' · Grewal 60' | Reporte | 10' Sauerbronn · 49' Varela | Árbitro(s): Juan Rodríguez Fabián Romero | Árbitro(s): Juan Rodríguez Fabián Romero |

| 6 de julio de 2024 | México       | 1:10    | Canadá                                                                                         | Tamanawis Park, Surrey                     |                                            |
|                    | Benedith 42' | Reporte | 10', 11', 40', 48' Thind · 26' Dhadda · 30' Gill · 32', 36' Miranda · 55' Chandi · 57' Simpson | Árbitro(s): Pedro Fortes Guillermo Poblete | Árbitro(s): Pedro Fortes Guillermo Poblete |

| 7 de julio de 2024 | Brasil | 0:1     | Chile       | Tamanawis Park, Surrey                 |                                        |
|                    |        | Reporte | 51' Richard | Árbitro(s): Brian Tyson Juan Rodríguez | Árbitro(s): Brian Tyson Juan Rodríguez |

| 7 de julio de 2024 | Estados Unidos                                 | 6:0     | México | Tamanawis Park, Surrey                         |                                                |
|                    | Charasika 25', 30', 32', 44' · Grewal 33', 46' | Reporte |        | Árbitro(s): Pedro Fortes Pambavasan Manikandan | Árbitro(s): Pedro Fortes Pambavasan Manikandan |

| 7 de julio de 2024 | Canadá | 0:6     | Argentina                                                                | Tamanawis Park, Surrey                        |                                               |
|                    |        | Reporte | 2' Somaini · 8' Correa · 14' Andreotti · 17', 56' Martínez · 45' Zalazar | Árbitro(s): Jonathan Altamirano Fabián Romero | Árbitro(s): Jonathan Altamirano Fabián Romero |

| 9 de julio de 2024 | Brasil     | 1:0     | México | Tamanawis Park, Surrey                              |                                                     |
|                    | Lunardi 3' | Reporte |        | Árbitro(s): Guillermo Poblete Pambavasan Manikandan | Árbitro(s): Guillermo Poblete Pambavasan Manikandan |

| 9 de julio de 2024 | Argentina | 12:0    | Estados Unidos | Tamanawis Park, Surrey                        |                                               |
|                    | J. Fernández 11', 12', 35' · Aguirregomezcorta 13', 20', 37', 52' · Cippitelli 19' · Zalazar 50' · Serrano 57' · Ruiz 60' · Rodríguez 60' | Reporte |                | Árbitro(s): Fabian Romero Jonathan Altamirano | Árbitro(s): Fabian Romero Jonathan Altamirano |

| 9 de julio de 2024 | Chile | 0:3     | Canadá                       | Tamanawis Park, Surrey                 |                                        |
|                    |       | Reporte | 3', 31' Thind · 39' Robinson | Árbitro(s): Juan Rodríguez Brian Tyson | Árbitro(s): Juan Rodríguez Brian Tyson |

## Fase final

### Quinto puesto
| 10 de julio de 2024 | Brasil             | 1:1 (0:3 p.)               | México                       | Tamanawis Park, Surrey                          |                                                 |
|                     | Lunardi 9'         | Reporte                    | 13' Benedith                 | Árbitro(s): Pambavasan Manikandan Fabian Romero | Árbitro(s): Pambavasan Manikandan Fabian Romero |
|                     |                    | Tiros desde el punto penal |                              |                                                 |                                                 |
|                     | Godoy Batista Giro |                            | Benedith González S. Camacho |                                                 |                                                 |

### Semifinales
| 10 de julio de 2024 | Argentina                                    | 3:0     | Estados Unidos | Tamanawis Park, Surrey                            |                                                   |
|                     | T. Ruiz 16' · Somaini 22' · S. Fernández 60' | Reporte |                | Árbitro(s): Jonathan Altamirano Guillermo Poblete | Árbitro(s): Jonathan Altamirano Guillermo Poblete |

| 10 de julio de 2024 | Canadá                   | 3:2     | Chile                      | Tamanawis Park, Surrey                 |                                        |
|                     | Thind 18', 32' · Loh 59' | Reporte | 23' Wolansky · 59' Richard | Árbitro(s): Juan Rodríguez Brian Tyson | Árbitro(s): Juan Rodríguez Brian Tyson |

### Tercer puesto
| 12 de julio de 2024 | Estados Unidos | 1:1 (2:3 SO) | Chile        | Tamanawis Park, Surrey                   |                                          |
|                     | Charasika 18'  | Reporte      | 35' Duisberg | Árbitro(s): Juan Rodríguez Fabian Romero | Árbitro(s): Juan Rodríguez Fabian Romero |

### Final
| 12 de julio de 2024 | Argentina | 10:0    | Canadá | Tamanawis Park, Surrey                    |                                           |
|                     | T. Ruiz 7', 13' · S. Fernández 8' · Rodríguez 19', 25' · Aguirregomezcorta 20', 58' · J. Fernández 30' · Serrano 47' · Zalazar 51' | Reporte |        | Árbitro(s): Brian Tyson Guillermo Poblete | Árbitro(s): Brian Tyson Guillermo Poblete |

| Bandera de Argentina |
| Campeón Argentina    |
| Decimotercer título  |

## Posiciones
| Posición | Equipo         |
| -------- | -------------- |
| 1        | Argentina      |
| 2        | Canadá         |
| 3        | Chile          |
| 4        | Estados Unidos |
| 5        | México         |
| 6        | Brasil         |

## Premios
| Premio             | Ganador                 |
| ------------------ | ----------------------- |
| Máximo goleador    | Marco Aguirregomezcorta |
| Jugador del torneo | Robin Thind             |
| Arquero del torneo | Amar Singh              |

Fuente: